# Alcimus (gran sacerdot)
Alcimus o Joaquim (en llatí Alcimos, Jacimus, en grec antic Ἄλκιμος o Ἰάκειμος) fou un gran sacerdot jueu que va defensar la causa dels selèucides.
Va ser col·locat en el càrrec per Demetri I Sòter cap a l'any 162 aC. Derrocat per una revolta dels jueus a causa de la seva crueltat, va fugir a Antioquia però va ser restaurat per un altre exèrcit selèucida. Va seguir en el càrrec fins a la seva sobtada mort l'any 159 aC, mentre tirava a terra la paret que separava el recinte dels jueus del dels gentils, segons Flavi Josep.